# Виталий (папа римский)
Вита́лий (Виталиа́н) (лат. Vitalianus PP.; ? — 27 января 672) — папа римский с 30 июля 657 года по 27 января 672 года.

## Биография

### Ранние годы
Виталий родился в 580 году. Виталий был латинянином из города Сеньи в Вольских горах. Его отца звали Анастасием.

### Понтификат
После смерти папы Евгения I 2 или 3 июня 657 года Виталий был избран его преемником и был рукоположён 30 июля. Как и Евгений, Виталий пытался восстановить контакты с Константинополем, делая дружеские жесты в адрес императора Константа II и подготовить пути решения спора с монофелитами. Он направил письма (synodica) с сообщением о своём избрании императору и патриарху Петру Константинопольскому, которые симпатизировали монофелитам. Император подтвердил привилегии Святого Престола и отправил в Рим богато украшенную рукопись Евангелия как жест доброй воли.
Патриарх Петр отправил ответное письмо, в котором с одной стороны, не отрицал монофелитских догм, но с другой, создавал впечатление следования канонам официальной веры. Таким образом, церковное общение между Римом и Константинополем было восстановлено, но взаимные претензии по догматическому вопросу о монофелитстве остались. Имя Виталия было внесено в диптихи церквей в Византии. Это стало восприниматься некоторыми современниками и потомками как признак примирительной позиции папы по отношению ереси, но эти суждения нельзя считать обоснованными.
Виталий поддержал кампанию императора против лангобардов и встретил Константа II, когда тот приехал в Рим в 663 году и провёл в городе двенадцать дней. 5 июля папа и римское духовенство встретили императора на шестой миле и сопроводили его в собор Святого Петра, где император вручил папе дары. В следующее воскресенье Констант присутствовал на мессе в соборе Святого Петра. Император обедал с папой в следующую субботу, а в воскресенье снова посетил мессу, после которой простился с папой.
Констант II отправился на Сицилию, где стал притеснять местное население и был убит в Сиракузах в 668 году. Виталий поддерживал сына Константа Константина IV против узурпатора Мезеция и, таким образом, помог ему занять трон. Константин не имел желания поддерживать монофелитские убеждения своего отца, и Виталий воспользовался этим для критики монофелитства и завоевания поддержки императора в этой борьбе с ересью. В ответ монофелитский Патриарх Феодор I Константинопольский удалил имя Виталия из диптихов. Так продолжалось до Шестого Вселенского Собора (681), где монофелитство было разгромлено, и имя Виталия было возвращено в церквях в Византии.

#### Отношения с Англией
Виталий достиг успехов в улучшении отношений с Англией, где англосаксонское и британское духовенства были разделены в отношении различных церковных обычаев. На Синоде в Уитби король Нортумберленда Освиу принял римские практики в отношении вычисления времени празднования Пасхи и формы пострижения. Вместе с королём Кента Эгбертом он послал священника Вигхерда в Рим, чтобы он был рукоположён как преемник архиепископа Деусдедита Кентерберийского, но Вигхерд умер в Риме от чумы.
Виталий написал королю Освиу письмо, обещая отправить подходящего епископа в Англию как можно скорее. Адриан, игумен неаполитанского аббатства, был им избран, но сам Адриан посчитал себя недостойным быть епископом. По рекомендациям образованных монахов архиепископом Кентерберийским 26 марта 668 года был рукоположён Феодор из Тарса. В сопровождении игумена Адриана Феодор отправился в Англию, где был признан в качестве главы Церкви Англии.

#### Равенна
Архиепископ Равенны подчинялся непосредственно Риму. Архиепископ Мавр (644—671) стремился прекратить эту зависимость и тем самым сделать свой престол автокефальным. Когда Виталий призвал Мавра, чтобы обсудить его богословские взгляды, тот отказался подчиниться и объявил себя независимым от Рима. Папа отлучил его от церкви, но Мавр не одумался, а даже объявил папу отлучённым.
Император Констант II встал на сторону архиепископа и издал указ, выводящий архиепископа Равенны из подчинения Риму. Он указал, что архиепископ должен получать паллий из рук непосредственно императора. Преемник Мавра, Репарат, был рукоположён в таком порядке в 671 году. Так было до правления папы Льва II (682—683), когда независимость престола Равенны была ликвидирована: император Константин IV отменил указ Константа и подтвердил права римского престола на престол Равенны.

#### Власть над Восточной Церковью
Виталий всячески демонстрировал свой статус верховного понтифика в восточных регионах Церкви. Епископ Иоанн Лаппа был свергнут синодом под председательством митрополита Павла. Иоанн обратился к папе и был заключен в тюрьму Павлом вскоре после этого. Иоанн сбежал и отправился в Рим, где Виталиан в декабре 667 года приказал расследовать это дело и выразил уверенность в невиновности Иоанна. Затем он написал Павлу, требуя восстановления Иоанна в его епархии и возвращения монастырей, которые были несправедливо отняты у него. В то же время папа направил митрополиту требование удалить двух диаконов, которые женились после рукоположения.
В 666 году Виталиан своим декретом ввёл в литургический обиход орган.
Виталий умер 27 января 672 года. Его мощи были погребены в склепе церкви Сан-Леопардо. Он почитается как святой в римско-католической церкви, его праздник отмечается ежегодно 27 января.